# Гонта Марія Євгенівна
Марія Євгенівна Гонта (17 грудня 1937, с. Новомалин, нині Україна — 18 жовтня 2021) — українська акторка, співачка (сопрано). Заслужена артистка УРСР (1979).

## Життєпис
Народилася 17 грудня 1937 року в с. Новомалин (станом на 17 липня 2020 — Острозького району, нині Рівненського району Рівненської области, Україна).
Закінчила Дубнівське культурно-освітнє училище (1956, викладач Марко Терещенко) і студію при Рівненському театрі (1958, викладач Мирослав Джинджиристий).
Від 1962 — в Тернопільському обласному музично-драматичному театрі ім. Т. Шевченка (нині академічний театр).
Померла від ускладнень, які викликав коронавірус.

## Ролі в театрі
Зіграла понад 100 ролей, серед яких:
- «Дівчина з легенди» за поемою «Маруся Чурай (Дівчина з легенди)» Любові Забашти — Маруся Чурай
- «Дай серцю волю, заведе в неволю» Марка Кропивницького — Маруся
- «Не судилось» Михайла Старицького — Катря
- «Маруся Богуславка» за романом Михайла Старицького — Ганна
- «Оборона Буші» Михайла Старицького — Мелася
- «Запорожець за Дунаєм» за оперою Семена Гулака-Артемовського — Оксана, Одарка
- «Суєта» за п'єсою Івана Карпенка-Карого — Тетяна
- «Наближення» Юрія Щербака — Неллі Костянтинівна
- «Маклена Ґраса» за п'єсою Миколи Куліша — пані Зося
- «Роксолана» за романом Павла Загребельним — Махідевран
- «Старомодна комедія» Олексія Арбузова — Лідія Василівна
- «Мати» за п'єсою[en] Карела Чапека — Мати
- «Поки вона помирала» за п'єсою Надії Птушкіної[ru] — Софія Іванівна
- «Без вини винуваті» за п'єсою[ru] Олександра Островського — Кручиніна

## Нагороди
- 2004 — Премія ім. М. Заньковецької